# Castelo de Virieu (Loire)

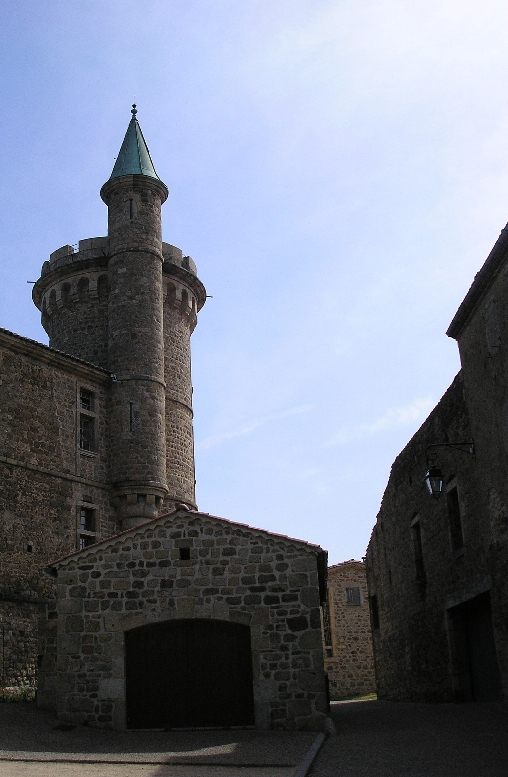
Castelo de Virieu

O Château de Virieu é um castelo em Pélussin, Loire, Rhône-Alpes, na França.

## História
Foi construído em 1633 no local de um castelo anterior construído em 1173.

## Valor arquitectónica
Está listado como um monumento histórico oficial pelo Ministério da Cultura da França desde 2001.